# Гълъбово (община)
Вижте пояснителната страница за други значения на Гълъбово.
Община Гълъбово се намира в Южна България и е една от съставните общини на Област Стара Загора.

## География

### Географско положение, граници, големина
Общината се намира в югоизточната част на Област Стара Загора. С площта си от 348,895 km2 е 8-а по големина сред 11-те общини на областта, което съставлява 6,77% от територията на областта. Границите ѝ са следните:
- на запад – община Опан;
- на север – община Раднево;
- на изток – община Тополовград, Област Хасково;
- на юг – община Харманли и община Симеоновград, Област Хасково.

### Природни ресурси

#### Релеф
Релефът на общината е хълмист ниско планински, като територията ѝ попада в пределите на Горнотракийската низина и планината Сакар.
Около 2/3 от територията на община Гълъбово се заема от източната, хълмиста част на Горнотракийската низина. На 2 km южно от град Гълъбово, на границата с община Симеоновград, в коритото на река Сазлийка се намира най-ниската ѝ точка – 84 m н.в.
В югоизточния район на общината, южно от долината на река Соколица (ляв приток на Сазлийка) се простират крайните северни части на ниската планина Сакар. На 700 m южно от село Главан се издига най-високата ѝ точка – връх Чуката 543,4 m н.в.

#### Води
Основна водна артерия на община Гълъбово е река Сазлийка (ляв приток на Марица), която протича през нея от север на юг, с част от долното си течение на протежение около 11 km. На територията на общината река Сазлийка получава три по-големи притока:
– река Еледжик (десен приток). Протича през общината с долното си течение през село Априлово и се влива в нея северно от „Брикел“. На нея са изградени язовирите „Априлово“ (преди селото) и „Любеново“ (след селото);
– река Овчарица (ляв приток). Протича през общината с последните си 3 km и се влива в нея северно от „Брикел“;
– река Соколица (ляв приток). Протича през общината от изток на запад с част от средното и цялото си долно течение през селата Мъдрец, Искрица и Обручище и се влива в нея южно от град Гълъбово. Северно от устието ѝ е изграден големият язовир „Розов кладенец“, водите на който се използват за промишлени нужди и риболов, а на някои нейни малки леви притоци – язовирите „Медникорово“, „Червена река“ и „Мъдрец“, водите на които са използват основно за напояване на земеделските земи.

## Население

### Етнически състав (2011)
Численост и дял на етническите групи според преброяването на населението през 2011 г.:
|                     | Численост | Дял (в %) |
| Общо                | 13 394    | 100,00    |
| Българи             | 12 038    | 89,88     |
| Турци               | 68        | 0,51      |
| Цигани              | 769       | 5,74      |
| Други               | 20        | 0,15      |
| Не се самоопределят | 81        | 0,60      |
| Неотговорили        | 420       | 3,14      |

### Движение на населението (1934 – 2021)
| Община Гълъбово                               | Община Гълъбово | Община Гълъбово | Община Гълъбово | Община Гълъбово | Община Гълъбово | Община Гълъбово | Община Гълъбово | Община Гълъбово | Община Гълъбово | Община Гълъбово | Община Гълъбово |
| --------------------------------------------- | --------------- | --------------- | --------------- | --------------- | --------------- | --------------- | --------------- | --------------- | --------------- | --------------- | --------------- |
| Година                                        | 1934            | 1946            | 1956            | 1965            | 1975            | 1985            | 1992            | 2001            | 2011            | 2021            |                 |
| Население                                     | 18815           | 19626           | 19650           | 23038           | 21287           | 20313           | 17740           | 16182           | 13394           | 10967           |                 |
| Източници: Национален Статистически Институт, |                 |                 |                 |                 |                 |                 |                 |                 |                 |                 |                 |

### Населени места
Общината има 11 населени места с общо население от 10 967 жители към 7 септември 2021 г.,които се наричат гочета.
| Населено място | Население (2021 г.) | Площ на землището km2 | Забележка (старо име)                                             | Населено място | Население (2021 г.) | Площ на землището km2 | Забележка (старо име)           |
| -------------- | ------------------- | --------------------- | ----------------------------------------------------------------- | -------------- | ------------------- | --------------------- | ------------------------------- |
| Априлово       | 189                 | 14,660                | Лефеджии                                                          | Мусачево       | 131                 | 15,306                |                                 |
| Великово       | 29                  | 15,190                | Караманлии                                                        | Мъдрец         | 724                 | 36,556                | Софуларе                        |
| Главан         | 767                 | 61,120                |                                                                   | Обручище       | 1285                | 61,074                | Обруклии                        |
| Гълъбово       | 7062                | 55,947                | Кара бунар, Сладък кладенец, Кладенчево, Стаханово, Гара Гълъбово | Помощник       | 163                 | 20,331                | Калфа кьой                      |
| Искрица        | 129                 | 15,667                | Колчуларе, Стражари                                               | Разделна       | 75                  | 15,999                | Бюлюджак                        |
| Медникарово    | 413                 | 33,045                | Кара пилит                                                        | ОБЩО           | 10967               | 348,895               | няма населени места без землища |

## Административно-териториални промени
- Указ № 462/обн. 21.12.1906 г. – преименува с. Лефеджи на с. Априлово;

– преименува с. Караманлии на с. Великово;
– преименува с. Паша махле на с. Войвода;
– преименува с. Кум Дуванджии на с. Гълъб;
– преименува с. Кара пилит на с. Медникарово;
– преименува с. Софуларе на с. Мъдрец;
– преименува с. Обруклии на с. Обручище;
– преименува с. Калфа кьой на с. Помощник;
– преименува с. Бюлюджак на с. Разделна;
– преименува с. Гюл бунар на с. Розов кладенец;
– преименува гар.с. Гара Карабунар на гар.с. Сладък кладенец;
– преименува с. Карабунар на с. Сладък кладенец;
– преименува с. Колчуларе (Колджилар) на с. Стражари;
- през 1914 г. – преименувано е гар.с. Гара Сладък кладенец на гар.с. Гара Гълъбово без административен акт;
- МЗ № 2127/обн. 13.05.1947 г. – преименува с. Сладък кладенец на с. Кладенчево;
- Указ № 236/обн. 28.05.1950 г. – преименува гар.с. Гара Гълъбово на гар.с. Гара Стаханово;

– преименува с. Кладенчево на с. Стаханово;
- Указ № 317/обн. 13.12.1955 г. – заличава с. Войвода и го присъединява като квартал на с. Главан;
- през 1956 г. – преименувано е с. Гълъб на с. Гълъбово без административен акт;
- Указ № 512/обн. 24.11.1959 г. – преименува с. Стаханово на с. Гара Гълъбово;
- Указ № 169/обн. 10.05.1960 г. – преименува с. Стражари на с. Искрица;
- Указ № 546/обн. 15.09.1964 г. – преименува с. Гара Гълъбово на с. Гълъбово и го признава за с.гр.т. Гълъбово;
- Указ № 829/обн. 29.08.1969 г. – обединява с.гр.т. Гълъбово и с. Гълъбово в едно ново населено място – гр. Гълъбово;
- Указ № 754/обн. 08.05.1971 г. – заличава с. Розов кладенец и го присъединява като квартал на с. Обручище.

## Транспорт
През средата на общината, от север на юг, на протежение от 9.2 km преминава участък от трасето на жп линията Нова Загора – Симеоновград от Железопътната мрежа на България.
През общината преминават изцяло или частично 5 пътя от Републиканската пътна мрежа на България с обща дължина 60,8 km:
- участък от 19,9 km от Републикански път II-55 (от km 133,2 до km 153,1);
- участък от 8,8 km от Републикански път III-554 (от km 36,4 до km 45,2);
- последният участък от 12,1 km от Републикански път III-5031 (от km 4,9 до km 17,0);
- целият участък от 16,8 km от Републикански път III-5504;
- началният участък от 3,2 km от Републикански път III-5505 (от km 0 до km 3,2).

## Топографска карта
- Лист от карта K-35-64. Мащаб: 1 : 100 000.
- Лист от карта K-35-65. Мащаб: 1 : 100 000.